# Salsa Picante Cholula
La Salsa Picante Cholula es una marca de salsa picante mexicana, a base de chile, con sede en Stamford, Connecticut, fabricada en Chapala, Jalisco, México por SANE, y con licencia de McCormick. Según sus fabricantes, la salsa picante Cholula tiene una puntuación de entre 1,000 y 2,000 en la Escala Scoville, aunque otras fuentes la consideran tres veces más picante, con 3.600 unidades Scoville. El producto se presenta en una botella de cristal con un característico tapón redondo de madera. En Norteamérica se comercializan seis variedades de Cholula.

## Nombre de marca
La salsa picante lleva el nombre de la ciudad de Cholula,Puebla, de 2.500 años de antigüedad, que es la ciudad más antigua aún habitada de México. 

## Historia
Cholula tiene licencia de José Cuervo, pero fue fundada por la familia Harrison, originaria de Chapala, Jalisco. Antes de su adquisición, Cholula se produjo durante tres generaciones en Chapala, utilizándose principalmente como ingrediente de la sangrita. Tras su expansión por el mercado mexicano, Cholula se introdujo por primera vez en Estados Unidos en Austin (Texas) en 1989. Durante la década de 1990, Cholula logró distribuirse en cadenas de supermercados de todo el suroeste estadounidense; actualmente está disponible en todo el país, así como en muchos supermercados canadienses y británicos.
Cholula ha intentado varias extensiones de marca. En 1999, se probó una salsa picante de Cholula en Denver, Colorado, y se retiró rápidamente del mercado. La línea de condimentos secos de Cholula, que incluía la Original, la Chili Lime y la Chili Roast Garlic, se suspendió en 2009.
El 11 de diciembre de 2018, la empresa de compras L Catterton acordó adquirir Cholula.
En octubre de 2019, The Cholula Food Company anunció que trasladaría su sede de la ciudad de Nueva York a Stamford, Connecticut.
La venta de la marca de L Catterton a McCormick & Company se anunció el 24 de noviembre de 2020 y se completó seis días después, el 30 de noviembre.

## Marketing
En Norteamérica se comercializan seis variedades de Cholula, entre las que se encuentran la Original, la de Chipotle, la de Chile y Ajo, la de Chile y Limón, la de Pimienta Verde y la de Habanero Dulce. El producto se vende con mayor frecuencia en botellas de vidrio de 5 onzas, aunque el sabor original también está disponible en botellas de vidrio de 2 y 12 onzas, así como en botellas de plástico de 64 onzas, y en paquetes de condimento de 7 gramos de un solo uso.
Cholula se comercializa en Estados Unidos como The Flavorful Fire (El Fuego Sabroso), y patrocina una gran variedad de lugares y competiciones deportivas profesionales. Cholula se sirve como "Salsa picante oficial" en las concesiones de los eventos deportivos del motor, como el Gran Premio Toyota de Long Beach y la Coca-Cola 600, así como en todos los eventos celebrados en el emblemático Indianapolis Motor Speedway. Cholula ha patrocinado promociones de fútbol universitario y tailgating en el Rose Bowl, el estadio Sun Devil y el estadio Huskies. La marca también está bien establecida como patrocinadora de deportes de invierno, asociándose con competiciones de snowboard como el Cholula Triple Air Show.
En marzo de 2007, Cholula se embarcó en una promoción conjunta con la cadena nacional de pizzas Papa John's, ofreciendo paquetes de salsa picante de regalo con cada pedido.

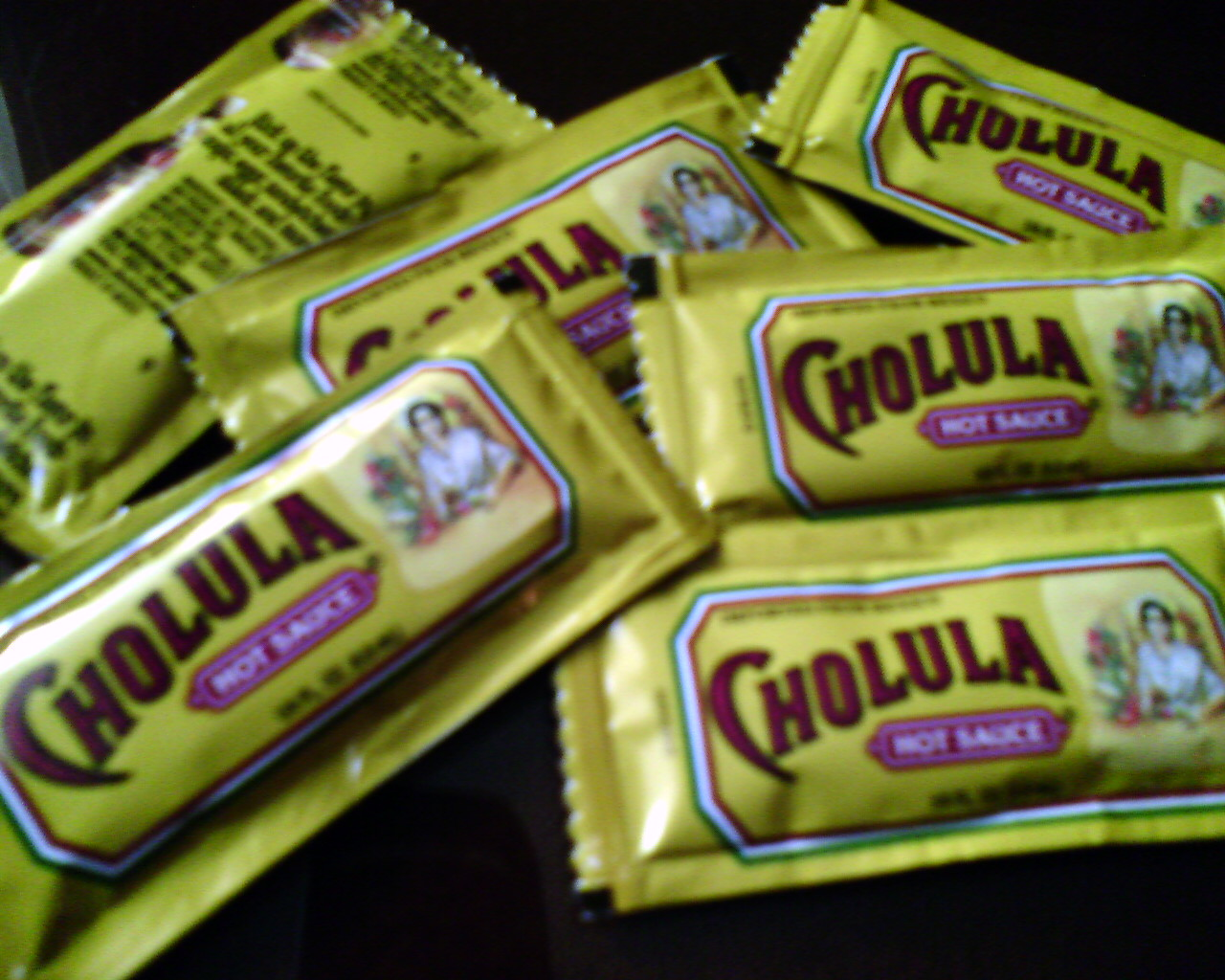
Paquete de salsa picante de Cholula.

En junio de 2010, Cholula lanzó una campaña publicitaria impresa diseñada por JWT Singapur bajo el lema "Rescate de la comida".
En La Franquicia, Brian Wilson, pitcher de relevo de Los Angeles Dodgers, nombró a Cholula como una de las mejores salsas picantes del mercado
Cholula es también uno de los principales patrocinadores del Texas Rangers, Nueva York Mets, Chicago Cubs, Cincinnati Rojos, Washington Nationals, y Miami Marlins.
En 2018, Cholula lanzó una nueva campaña publicitaria bajo el lema "Más que una salsa picante, inspira tus propios mashups." Muy promocionada en YouTube, la promoción anima a los compradores a mezclar Cholula con condimentos cotidianos.
En respuesta a la pandemia de COVID-19, cuando los restaurantes cerraron, la empresa lanzó una botella de 2 onzas líquidas (60 ml) para impulsar las ventas. También llegó a un acuerdo con las grandes cadenas de comida rápida para ofrecer menús de marca.

## Ingredients
La salsa original de Cholula combina pimientos de piquín, Chile de árbol y especias. La lista de ingredientes que figura en el envase del producto es la siguiente: agua, pimientos (de árbol y piquín), sal, vinagre, ajo en polvo, especias y goma xantana.

## Información de nutrición
Información nutricional con 5 ml (1 cucharadita): calorías 0,0, proteínas 0,0 g, carbohidratos totales 0,0 g, grasas totales 0,0 g, sodio 110 mg.